# عمقة (النادرة)

تعديل مصدري - تعديل

عمقة هي إحدى قرى عزلة عمقة بمديرية النادرة التابعة لمحافظة إب، بلغ تعداد سكانها 913 نسمة حسب تعداد اليمن لعام 2004.